# Anna Zofia (1527–1591)
Anna Zofia Hohenzollern (ur. 11 czerwca 1527 w Królewcu, zm. 6 lutego 1591 w Lübz) – księżniczka pruska z dynastii Hohenzollernów, córka Albrechta Hohenzollerna i Doroty Oldenburg, córki króla Danii i Norwegii Fryderyka I; od 1555 r. żona księcia Meklemburgii-Schwerin Jana Albrechta I.
Wcześniej jej ojciec był zainteresowany planami małżeństwa córki z królem Polski Zygmuntem II Augustem, gdyż wiązał z tym małżeństwem nadzieje odgrywania znacznej roli w Polsce jako najbardziej wpływowy senator. Identyczne plany inicjowały koła dworskie w Polsce na przełomie 1546/1547 r., ich orędowniczką była również królowa Bona, która uważała małżeństwo na sposób włączenia w przyszłości księstwa pruskiego do Polski.

## Dzieci
- Albert (1556–1561), tytularny książę Mecklenburgii[4]
- Jan VII (1558-1592), książę Mecklenburgii-Schwerin (1576–1592)[4]
- Zygmunt August (1561–1603), tytularny książę Mecklenburgii[4]